# 教科書の発行に関する臨時措置法
教科書の発行に関する臨時措置法（きょうかしょのはっこうにかんするりんじそちほう、昭和23年7月10日法律第132号）は、教科書の発行に関する日本の法律である。

## 概要
現在の経済事情にかんがみ、教科書の需要供給の調整をはかり、発行を迅速確実にし、適正な価格を維持して、学校教育の目的達成を容易ならしめることを目的としている。
「現在の経済事情」とは法律が制定された1948年当時の経済事情であるが、それか75年経過し、経済情勢は大きく変化しているが、2023年現在も有効な法律である。

## 定義
教科書
小学校、中学校、義務教育学校、高等学校、中等教育学校及びこれらに準ずる学校において、教科課程の構成に応じて組織排列された教科の主たる教材として、教授の用に供せられる児童又は生徒用図書であつて、文部科学大臣の検定を経たもの又は文部科学省が著作の名義を有するもの
発行
教科書を製造供給すること
発行者
発行を担当する者